# Laktjärnen (Gällivare socken, Lappland)
Laktjärnen är en sjö i Gällivare kommun i Lappland och ingår i Kalixälvens huvudavrinningsområde. Sjön har en area på 0,194 kvadratkilometer och ligger 430 meter över havet.

## Delavrinningsområde
Laktjärnen ingår i det delavrinningsområde (746581-170380) som SMHI kallar för Utloppet av Laxtjärn. Medelhöjden är 443 meter över havet och ytan är 1,68 kvadratkilometer. Det finns inga avrinningsområden uppströms utan avrinningsområdet är högsta punkten. Vattendraget som avvattnar avrinningsområdet har biflödesordning 4, vilket innebär att vattnet flödar genom totalt 4 vattendrag innan det når havet efter 245 kilometer. Avrinningsområdet består mestadels av skog (53 procent) och sankmarker (36 procent). Avrinningsområdet har 0,19 kvadratkilometer vattenytor vilket ger det en sjöprocent på 11,4 procent.